# Viktor Krone
Viktor Krone (engl. Victor Crone; 31. januar 1992), poznat i kao Vic Heart, je švedski pevač i gitarista. Predstavljao je Estoniju na Pesmi Evrovizije 2019. godine u Tel Avivu sa pesmom "Storm".

## Karijera
Viktor Krone rođen je i odrastao u Osterakeru u Švedskoj. Počeo je da piše pesme i svira gitaru sa 15 godina. Kada je imao 18 godina, preselio se u Los Anđeles i Nešvil kako bi pisao pesme poznatim umetnicima, poput Diane Varen, Desmond Child i Erika Baziliana. Nastupio je u pojedinim međunarodnim muzičkim konferencijskim centrima Los Anđelesa, a objavio je i pesmu "Jimmy Dean" pod svojim imenom Vic Heart.
2015. godine, Viktor je objavio svoj debitantski singl "Burning Man". Učestvovao je na Melodienfestivalenu 2015. sa pesmom "Det rår vi inte för", međutim ispao je u polufinalu.
16. februara 2019. godine Krone je pobedio na estonskom nacionalnom izboru za Pesmu Evrovizije - Eesti Laul 2019. sa pesmom "Storm". Nakon pobede na tom festivalu predstavljao je Estoniju na Pesmi Evrovizije 2019, održanoj u Tel Avivu. 14. maja se kvalifikovao u finale. U finalu Krone je bio 20. sa 76 bodova. U jednom intervjuu je rekao da svaki dan uči po jednu reč estonskog jezika.